# Initiative populaire « pour la prévention des problèmes liés à l'alcool »
L'initiative populaire « pour la prévention des problèmes liés à l'alcool », est une initiative populaire suisse, rejetée par le peuple le 28 novembre 1993.

## Contenu
L'initiative demande la création d'un article 32quinquis à la Constitution fédérale interdisant totalement la publicité directe ou indirecte pour toute boisson alcoolisée, ainsi que pour toute marque de boissons alcoolisée.
Le texte complet de l'initiative peut être consulté sur le site de la Chancellerie fédérale.

## Déroulement

### Contexte historique
La législation sur la publicité pour l'alcool est réglée, depuis 1932, dans le cadre de la loi sur l'alcool et amendée en 1979, sous la forme d'un contre-projet indirect à l'initiative populaire « contre la publicité pour des produits qui engendrent la dépendance » déposée par l'Ordre indépendant des bons templiers (en) et demandant l'interdiction totale de la publicité pour le tabac et l'alcool.
L'initiative est rejetée le 16 juin 1966, mais la modification de la loi est acceptée sans référendum, interdisant « toute publicité agressive, suggestive, tendant à donner un certain prestige à la consommation de spiritueux » ainsi que toute publicité pour le tabac ou l'alcool dans les lieux où elle cherche à atteindre la jeunesse en particulier.
30 ans plus tard, c'est un comité hors parti, principalement formé d'organismes travaillant dans le domaine de la prévention, qui décide de lancer deux initiatives, appelées « initiatives jumelles », visant à interdire la publicité à la fois pour le tabac et pour les boissons alcoolisées dans le but de réduire l'attrait de ces produits pour le consommateur.

### Récolte des signatures et dépôt de l'initiative
La récolte des 100 000 signatures nécessaires a débuté le 12 avril 1988. Le 11 octobre de l'année suivante, l'initiative a été déposée à la chancellerie fédérale qui l'a déclarée valide le 26 janvier 1990.

### Discussions et recommandations des autorités
Le parlement et le Conseil fédéral recommandent tous deux le rejet de cette initiative. Dans son message adressé à l'assemblée, le Conseil fédéral met en avant plusieurs arguments contre l'interdiction totale de la publicité directe et indirecte sur l'alcool, parmi lesquels l'impossibilité d'information de nouveautés aux clients, l'inégalité potentielle entre les annonceurs locaux et internationaux et le manque financier lié au parrainage d'évènement sociaux ou culturels.
À titre de contre-projet indirect, le Conseil fédéral propose une modification de l'article 13 de la loi sur les denrées alimentaires, n'autorisant la publicité pour le tabac et les boissons alcoolisées dans certains cas, par exemple dans les points de vente dédiés, à la radio ou à la télévision, ou sous la forme de parrainage d'activités. Cette proposition est toutefois rejetée par les deux chambres du Parlement.

### Votation
Soumise à la votation le 28 novembre 1993, l'initiative est refusée par l'ensemble des 20 6/2 cantons et par 74,7 % des suffrages exprimés. Le tableau ci-dessous détaille les résultats par cantons :

## Effet
Après l'entrée en vigueur de la loi sur les denrées alimentaires et le rejet de cette initiative, une révision partielle de la loi sur l'alcool est conclue le 19 décembre 1980 en reprenant certains éléments de l'initiative, en particulier l'interdiction de faire de la publicité pour les spiritueux à la radio, à la télévision, dans et sur les bâtiments publics ainsi que sur les places de sport ; dans le même temps, la distribution gratuite et la vente aux mineurs de spiritueux est interdite.